# Pujie

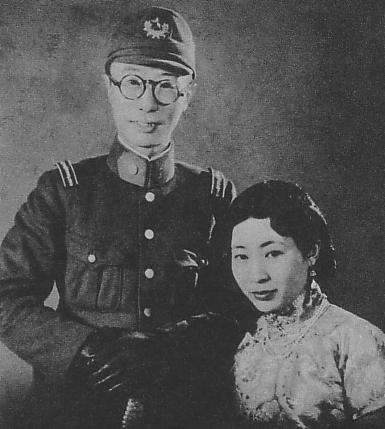
Pujie und Saga Hiro 1937

Aisin Gioro Pujie (* 16. April 1907 in Peking; † 28. Februar 1994 ebenda) war der zweite Sohn des  Prinzen Chun II. (Zaifeng) und jüngerer Bruder des letzten chinesischen Kaisers Puyi.

## Name
In der deutschsprachigen Literatur finden sich verschiedene Schreibweisen des Namens, beispielsweise „Pu Jie“, „Pu Chie(h)“ und „Pu Dschiä“. Pujies voller Name lautete Aisin-Gioro Pǔjié (chinesisch 愛新覺羅溥傑 / 爱新觉罗溥杰, Pinyin Àixīnjuéluó Pǔjié). Die Japaner nannten ihn „Aishinkakura Fuketsu“ (japanisch 愛新覚羅溥傑), in anderer Umschrift „Huketsu“.

## Leben
Pujie entstammte dem mandschurischen Fürstengeschlecht der Aisin Gioro, die seit 1644 als Qing-Dynastie China beherrschten. Sein neun Monate älterer Bruder Puyi war ab 1908 letzter Kaiser von China. Ab März 1919 wurde Pujie zusammen mit ihm in der Verbotenen Stadt in Peking vom britischen Tutor Reginald Fleming Johnston unterrichtet. 1921 beging seine Mutter Youlan, von den Kindern ferngehalten, Selbstmord. Nach der zweiten Abdankung seines Bruders 1917 lebte er mit der kaiserlichen Familie sieben Jahre in der japanischen Konzession Tianjin. Pujie heiratete 1924 die chinesische Adlige Tang Shixia.
1932 wurde sein Bruder Puyi im Zuge der japanisch-chinesischen Mandschurei-Krise Präsident von Mandschukuo, ab 1934 Kaiser dieses unter japanischer Kontrolle stehenden Marionettenstaates. Pujie wurde zum Spielball und Druckmittel der Japaner und gezielt „japanisiert“. Ab 1929 besuchte er eine Vorbereitungsschule für japanische Adlige, danach die japanische Heeresakademie. 1935 kehrte er in die mandschukische Hauptstadt Xinjing (heute: Changchun) zurück und wurde Offizier in der Kaiserlichen Palastwache. Seine erste Ehe wurde 1936 geschieden.
Am 3. April 1937 heiratete er auf Wunsch der Japaner in Tokio Saga Hiro (jap. 嵯峨 浩), eine Verwandte des japanischen Kaiserhauses. Da Puyis Ehen kinderlos geblieben waren, wurde Pujie wenige Wochen später auf Drängen der Japaner durch den „Staatsrat von Mandschukuo“ zum Thronfolger ernannt, was der chinesischen Tradition widersprach, nach der Nachfolger eines Kaisers grundsätzlich aus der nächsten Generation gewählt wurden. Durch die erwarteten halbjapanischen Kinder Pujies wollten die Japaner dauerhaften Einfluss auf die mandschukische bzw. chinesische Kaiserdynastie ausüben. 1950 korrigierte Puyi diese Entscheidung, indem er – nach Abdankung und in Gefangenschaft – seinen jüngeren Cousin Prinz Yuyan zum Thronfolger ernannte.
Am 18. August 1945 geriet Pujie, zusammen mit seinem Bruder und anderen mandschukischen Funktionsträgern, während der sowjetischen Invasion Mandschukuos in sowjetische Gefangenschaft. 1950 wurden sie nach China ausgeliefert, wo Pujie elf Jahre lang in Umerziehungslagern gefangen gehalten und einer Gehirnwäsche unterzogen wurde. Dabei verfuhren die Rotchinesen nach Maos Anweisung: „Bei der Behandlung ideologischer und politischer Krankheiten darf man sich nicht grob verhalten, sondern muss ausschließlich nach dem Satz vorgehen: ‚Die Krankheit bekämpfen, um den Patienten zu retten‘“. 1960 wurde er von Premierminister Zhou Enlai begnadigt und aus der Haft entlassen.
1961 kehrte seine Frau Saga Hiro, die mit den zwei Töchtern die Nachkriegszeit in Tokio verbracht hatte, mit Tochter Yunsheng (愛新覺羅·嫮生, jap. 愛新覚羅 嫮生, Aishinkakura Kosei) (* 1941) nach China zurück. Die ältere Tochter Aisin Gioro Huisheng (愛新覺羅·慧生 / 爱新觉罗·慧生, jap. 愛新覚羅 慧生, Aishinkakura Eisei) (* 1939) war 1957 durch Doppelsuizid aus Liebe ums Leben gekommen.
1962 wurde Pujie zum Mitglied der „Forschungskommission für literarisches und historisches Material“ der Politischen Konsultativkonferenz des chinesischen Volkes ernannt. In den folgenden Jahren bemühte er sich, durch seine Kontakte das schlechte Verhältnis zwischen Japan und China zu verbessern. 1986 war er Fachberater bei der Verfilmung der Lebensgeschichte seines Bruders („Der letzte Kaiser“). Zuletzt widmete er sich der Kalligraphie. Saga Hiro starb 1987. Pujie erlag 1994 im Alter von 86 Jahren einem Krebsleiden. Seine Tochter lebt wieder in Japan.